# Пејна (Илиноис)
Пејна (енгл. Pana) град је у америчкој савезној држави Илиноис. По попису становништва из 2010. у њему је живело 5.847 становника.

## Демографија
Према попису становништва из 2010. у граду је живело 5.847 становника, што је 233 (4,2%) становника више него 2000. године.
| Група             | 2000.         | 2010.         |
| Белци             | 5.539 (98,7%) | 5.716 (97,8%) |
| Афроамериканци    | 4 (0,1%)      | 5 (0,1%)      |
| Азијати           | 14 (0,2%)     | 36 (0,6%)     |
| Хиспаноамериканци | 28 (0,5%)     | 48 (0,8%)     |
| Укупно            | 5.614         | 5.847         |